# Amílcar Cabral International Airport

i8
i11
i13
Der Flughafen Amílcar Cabral International (portugiesisch Aeroporto Internacional Amílcar Cabral, IATA-Code: SID, ICAO-Code: GVAC) ist der wichtigste und größte Flughafen der Kapverden auf der Insel Sal. Er ist seit der Unabhängigkeit 1975 (von Portugal) nach dem kapverdischen Unabhängigkeitskämpfer und Politiker Amílcar Cabral benannt worden.
Der Flughafen wurde 1939 binnen sechs Monaten für die italienische Fluggesellschaft Linee Aeree Transcontinentali Italiane (LATI) angelegt. Auf diesem Flughafen legten LATI-Maschinen auf ihren Luftpost-Flügen zwischen Italien und Lateinamerika Tankstopps ein. Kriegsbedingt wurden diese Flüge und damit die Zwischenlandungen auf Sal bald reduziert und 1941 ganz eingestellt.
1949 wurde der Flughafen reaktiviert und von 1950 bis 1961 insbesondere von Alitalia für Zwischenlandungen auf den Südamerika-Routen genutzt. Während der Apartheids-Politik verhängte die Organisation für Afrikanische Einheit ein Überflug-Embargo für die südafrikanischen Verkehrsflugzeuge und erlaubte nur Zwischenlandungen auf Sal im Europa- und Nordamerikaverkehr. Außerdem war während der Betriebszeit des Space Shuttle der Flughafen ein möglicher Notlandeplatz im Falle einer außerplanmäßigen Landung.